# Cesare Nava
Cesare Nava (Milano, 7 ottobre 1861 – Milano, 27 novembre 1933) è stato un ingegnere, architetto e politico italiano.
Laureato in Ingegneria civile presso il Regio Istituto Tecnico Superiore di Milano, fu politico e architetto prolifico la cui opera più nota è il palazzo della Banca d'Italia a Milano.

## Cariche pubbliche
Fra le numerose cariche pubbliche e private che lo occuparono nella sua vita fu presidente del Banco Ambrosiano, Presidente della Fiera di Milano, Presidente della Veneranda fabbrica del Duomo di Milano, Presidente della Congregazione di carità di Milano, membro della Commissione di vigilanza sui lavori di costruzione dell'edificio destinato a nuova sede del Parlamento e di sistemazione delle adiacenze di Montecitorio e Ministro per le terre liberate dal nemico nel Governo Nitti I (1919) con il Partito Popolare.
Passato in seguito nel Partito Nazionale Fascista, venne nominato senatore del Regno nel 1921 e fu ministro dell'economia nazionale del governo Mussolini dal 1º luglio 1924 al 10 luglio 1925.
Riposa al cimitero monumentale di Milano.

## Opere architettoniche
L'ingegner Nava è noto, nella sua intensa e prolifica attività di architetto, come progettista delle seguenti opere:
- Il pronao della basilica di San Lorenzo di Milano (1894)
- La chiesa di Santa Maria degli Angeli e San Francesco di Milano (1896)
- L'ampliamento del santuario della Madonna delle Lacrime di Treviglio (progetto del 1897, termine dei lavori nel 1921)
- La ricostruzione della chiesa di San Sepolcro di Milano (1897)
- L'ampliamento della chiesa di Santa Maria Immacolata e San Zeno a Cassano d'Adda[4] (1897)
- Il restauro del cortile del palazzo dell'arcivescovado di Milano (1899)
- La progettazione della chiesa di San Rocco in Sant'Andrea di Milano (1900)
- La progettazione della chiesa di Santa Maria delle Grazie al Naviglio di Milano (1901)
- La progettazione del nuovo abitato di Martirano Lombardo (CZ) (1905)
- La progettazione dell'altare della cappella dell'abside prospiciente la navata minore sinistra della chiesa di Santa Maria del Carmine di Pavia (1905)
- La facciata della chiesa di San Babila di Milano (1905)
- La tomba di Giuseppe Baj al Cimitero Monumentale di Milano (1905)
- La facciata della chiesa di Santa Maria Assunta di Angera (1905?)
- Il quartiere lombardo[5] di Messina, in collaborazione con Carlo Brogi (1909)
- La facciata della chiesa di San Giovanni in San Giovanni Bianco con la collaborazione dell'architetto Luigi Broggi
- Il palazzo della Banca d'Italia di Milano, in collaborazione con Luigi Broggi (1912)
- Il palazzo della Cassa di Risparmio di Parma, in collaborazione con Luigi Broggi (1913)
- La progettazione del  Viale delle Rimembranze Oreno Oreno (1927)